# Annoix
 Annoix  es una población y comuna francesa, situada en la región de  Centro, departamento de Cher, en el distrito de Bourges y cantón de Levet.

## Demografía
| 189 | 119 | 92 | 183 | 203 | 225 | 238 | 274 | 288 | 274 | 295 | 276 | 303 | 306 | 330 | 321 | 313 | 304 | 287 | 233 | 245 | 207 | 210 | 202 | 222 | 175 | 197 | 189 | 221 | 286 | 282 | 263 | 238 | 229 |
| Para los censos de 1962 a 1999 la población legal corresponde a la población sin duplicidades (Fuente: INSEE [Consultar]) |     |    |     |     |     |     |     |     |     |     |     |     |     |     |     |     |     |     |     |     |     |     |     |     |     |     |     |     |     |     |     |     |     |